# Косенів
Ко́сенів — село в Україні, у Звягельському районі Житомирської області. Кількість населення на 2011 рік становила 444 особи.

## Географія
На південному сході від села бере початок річка Згар.

## Назва
За народними перекази назва села пояснюється його розташуванням «на косині» між Рівненською і Хмельницькою областями.

## Історія

### Новий час
Поселення вперше згадується в 1586 році. До 1795 року воно входило до складу Польщі, а після — до складу Російської імперії.
Року 1844 на кошти парафіян в Косеневі була збудована дерев'яна церква, до якої в 1869 році добудували дерев'яну триярусну дзвіницю. В церкві діяла церковнопарафіяльна школа на 5 класів, яку у 1855 році відвідували 26 учнів.
У 1906 році село Жолобенської волості Новоград-Волинського повіту Волинської губернії. Відстань від повітового міста 25 верст, від волості 10. Дворів 145, мешканців 825.

### Новітній час
В 1923 році кількість населення становила 1244 особи. Із Косеніва зникають німці, що проживали тут до революції. З 1924 року працює сільська школа і налічує 4 класи, а в 1932 для школи будується нове приміщення в якому функціонує вже 7 класів. В період НЕПУ йшла відбудова господарства і в 1928 році в селі, яке на той час знаходилось в складі колишнього Ярунського району, було організовано «Сільське машинне товариство».
Восени 1930 року в Косеневі було зруйновано церкву. Того ж року організовано колгосп під назвою «Перша п'ятирічка» куди людей змушували вступати застосовуючи різноманітні форми примусу. На весну 1931 року в колгосп вже вступило близько 100 господарств (приблизно 40 % від загальної кількості). Після Голодомору, коли з села було вивезено все зерно і частина мешканців загинула від голоду, на початку 1934 року в колгосп вступило вже близько 90 % селянських господарств. В колгоспі створюються ферми великої рогатої худоби, свиноферма, вівцеферма, яка дуже швидко перетворюється у велику і показову.
В період між 1921—1939 роками село знаходилось на кордоні СРСР і Польщі і багато жителів села загинули при спробі перетину кордону. В цей же період було репресовано 58 чоловік, лише двоє з яких повернулись.
Після початку Німецько-радянської війни, на війну потрапило загалом 85 жителів села, 46 з яких віддали своє життя у боях проти німецько-нацистських загарбників.
В середині шістдесятих років відбувається електрифікація села. У сімдесятих роках в колгоспі з'являється набагато більше техніки, а в 1975 році відбувається перший рейс автобуса Новоград-Волинський — Косенів. У вісімдесятих роках здійснюється асфальтування доріг, будується нове приміщення школи, після чого вона стає середньою загальноосвітньою.
Після Розпаду СРСР Радянського Союзу Косенівській колгосп занепадає, а на початку XXI століття припиняє свою роботу. Не зважаючи на важкі економічні часи, у цей період побудовано нову церкву, переважно за кошти жителів села.

## Населення
В кінці XIX століття Косенів нараховував 141 дім, а кількість населення становила 846 осіб.

## Освіта та культура
З 1990 року в селі Косенів працює середня загальноосвітня школа. Спочатку це була церковнопарафіяльна школа, у якій навчалося 26 учнів. З 1924 року школа стала початковою. В березні 1990 року школа перейшла до нової будівлі і стала середньою.
1992 року в школі був створений етнографічний музей, в якому були зібрані предмети старовинного одягу, ткацьке приладдя, гончарні вироби тощо.

## Говірка
У мові жителів характерним є тверде закінчення слів, останній склад яких починається з букви «ц», наприклад: слово «косенівці» звучить «косенівци», «ця» — «ца», «цю» — «цу», що є характерним для мешканців центрального та північного Полісся. Така сама особливість вимови зустрічається в селі Крайня Деражня.

## Постаті
- Волинець Віктор Петрович (1967—2023) — український пілот, полковник (посмертно), учасник російсько-української війни.